# Египет от распада Арабского халифата до Османской империи
Номинально Египет вышел из Халифата после захвата страны Фатимидами.

## История

### Португало-египетская война
Основная статья: Португало-египетская война

## Хронология и основные события
- 969 — Фатимидское завоевание. Начало правления Фатимидов. Египет перестаёт быть частью Аббасидского Халифата даже номинально. Реально он стал независимым от Багдада за несколько десятков лет перед этим. Основание Каира.
- 972 — возведение ал-Азхара, создание древнейшего из существующих ныне университетов мира.
- 996—1021 — правление фатимидского халифа аль-Хакима. Интенсивное монументальное строительство в Каире.
- 1009 — разрушение фатимидским халифом аль-Хакимом Храма Гроба Господня в Иерусалиме, приведшее к зарождению в Западной Европе идеи Крестовых походов.
- 1021 — исчезновение халифа аль-Хакима.
- 1036—1094 — правление фатимидского халифа Мустансира. Тяжёлый экономический, политический и социальный кризис.
- 1068 — разграбление Каира тюркскими наёмниками.
- 1073—1094 — реальная власть оказывается в руках везиря Бадра ал-Джамали. Стабилизация экономического, политического и социальный положения.
- 1074 — усмирение тюркских наемников.
- 1171 — вторжение Саладина. Начало правления Айюбидов.
- 1176 — возведение Каирской цитадели Саладином.
- 1250 — после смерти ас-Салих Айюба 1249 во время вторжения франков (Седьмой крестовый поход) и трагической гибели его сына и наследника Туран-шаха Шаджар ад-Дурр, вдова ас-Салих Айюба, с помощью мамлюков её покойного мужа захватила трон и стала султаншей Египта. Айюбиды потеряли контроль над страной. Мамлюкам удалось захватить власть в Египте. Жена покойного султана ас-Салих Айюба стала супругой эмира Айбека, позже принявшего титул султана. Новая элита рекрутировалась прежним способом: в Золотой Орде продолжали закупаться рабы для «касты». Известно две династии мамлюкских султанов: Бахриты (тюрки) (1250—1382) и Бурджиты (кавказцы) (1382—1517).
- 1253 — Кутуз назначен вице-султаном при султане Айбеке. Когда в 1257 году Айбек был убит, Кутуз остался вице-султаном при ал-Мансуре Али, сыне убитого. После того, как в 1258 монголы вторглись в Ирак, Кутуз сверг ал-Мансура Али (12 ноября 1259) и взял власть в свои руки. Хулагу потребовал от Кутуза капитуляции, египетский султан ответил на его требование тем, что приказал казнить монгольских послов и выставить их головы на каирских воротах Баб Зувейла.

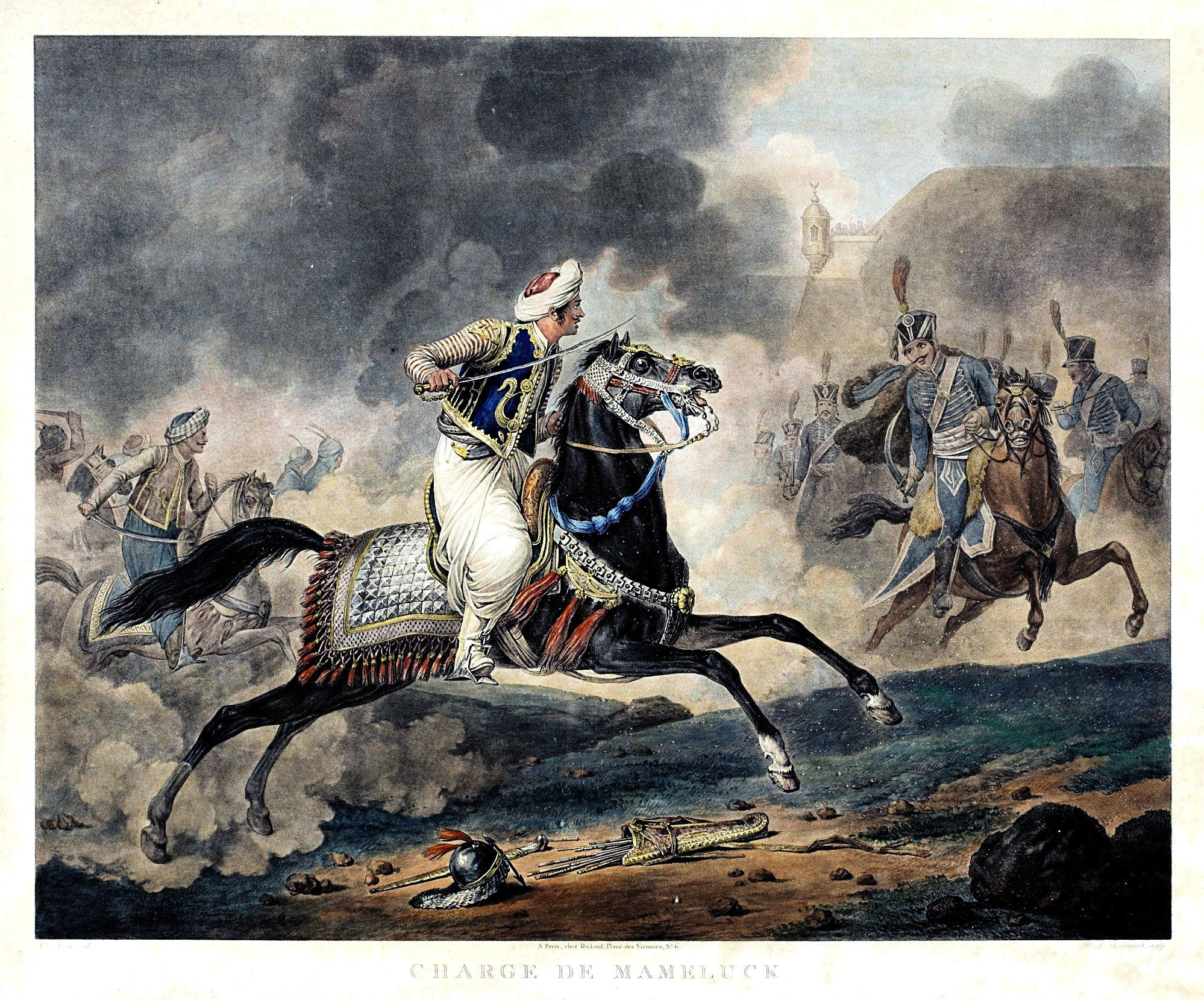
Мамелюкская кавалерия

- 1260 — мамлюки под предводительством Бейбарса разбили монгольскую армию при Айн-Джалуте (3 сентября) и захватили Палестину, включая Иерусалим. В середине 1260 года в Каир прибыло посольство Хулагу с требованием капитуляции. Монгольская армия, сломившая сопротивление иранских исмаилитов (1256), уничтожившая Аббасидский халифат (1258), захватившая Сирию (1259—1260), дошла практически до пределов Египта. Однако Хулагу с основной частью армии, узнав о смерти великого хана Мункэ, вынужден был отступить на восток, и в Палестине остался лишь сравнительно немногочисленный корпус под командованием Кит-Буги. Кутуз, по инициативе Бейбарса, казнил монгольских послов, и война стала неизбежной. Вскоре Кутуз и Бейбарс выступили из Каира, пересекли Иерусалимское королевство и разбили лагерь рядом со столицей крестоносцев Акрой, где три дня отдыхали и пополняли припасы. Бейбарс хотел захватить Акру, но Кутуз отказался нападать на союзника. 3 сентября два войска столкнулись у Айн Джалута, близ Назарета. Бейбарс ложным отступлением завлёк Кит-Бугу в засаду, где на него с трёх сторон ударили мамлюки. Монгольская армия потерпела поражение, Кит-Буга попал в плен и был казнён. Наступление монголов в Леванте было остановлено, а мамлюки утвердились в Сирии. Победив монголов, Бейбарс рассчитывал получить в управление город Халеб, но султан решил иначе. Бейбарс, жаждавший мести, вошёл в сговор с другими эмирами. На обратном пути в Каир, во время охоты, он приблизился к Кутузу и попросил у него в дар захваченную в плен монгольскую девушку. Султан согласился, и Бейбарс приблизился, чтобы поцеловать его руку. По этому условному знаку, мамлюки бросились на Кутуза, а Бейбарс ударил его мечом в шею (24 октября 1260). Эмиры провозгласили Бейбарса султаном, и в конце 1260 он торжественно вступил в Каир. Став правителем, Бейбарс возвысил своего бывшего хозяина Айтегина аль-Бундукдари и пожаловал ему в управление Дамаск.

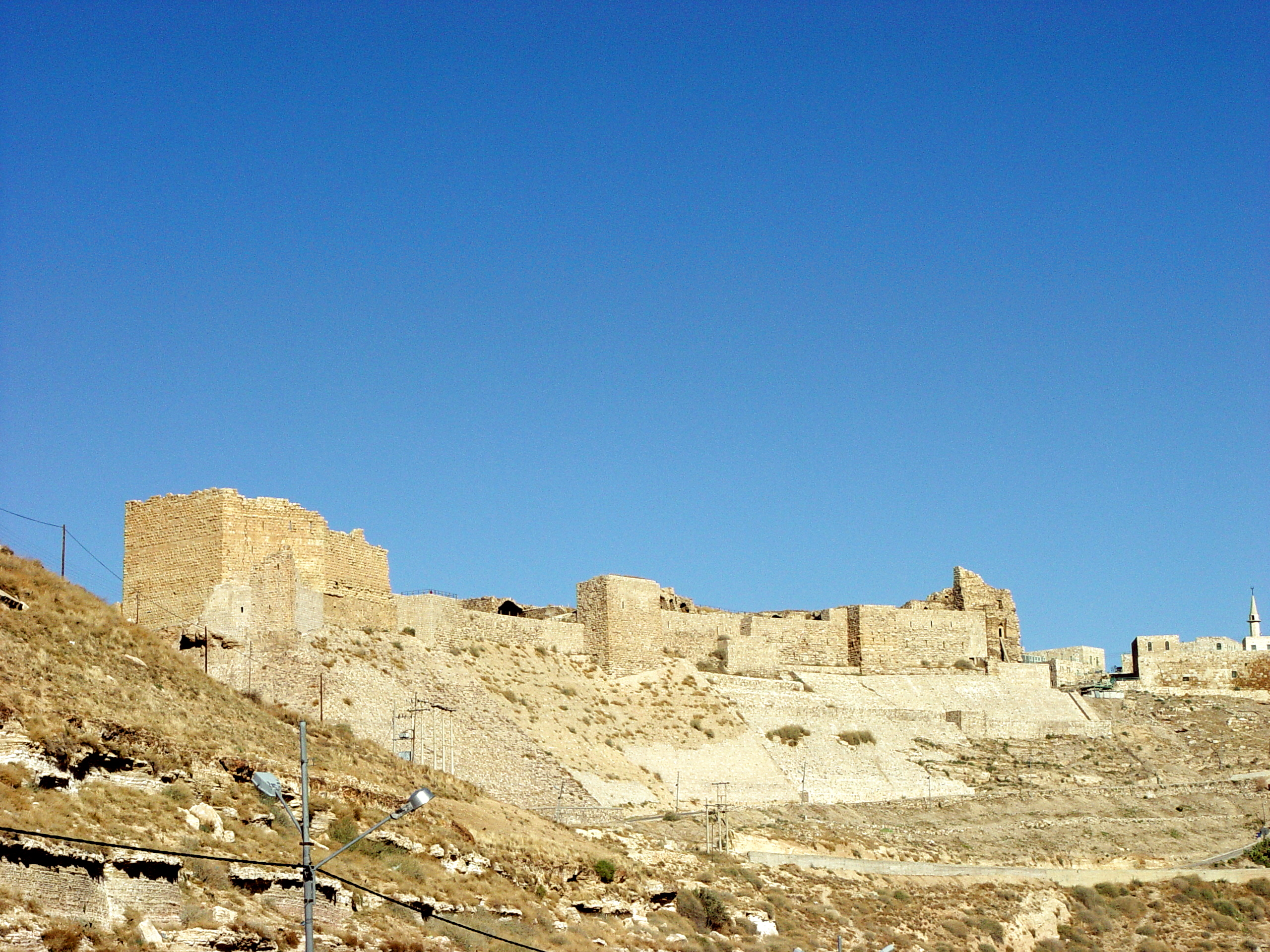
Замок Эль-Карак

- 1260—1277 — правление Бейбарса. Главной задачей внешней политики Бейбарса в первые годы правления было создание коалиции против монголов и их союзников, которые, несмотря на поражения при Айн Джалуте и Хомсе (11 декабря 1260), могли угрожать безопасности страны. Он наладил дипломатические контакты с Конийским султанатом и Грузией, заключил в 1262 году с византийским императором Михаилом VIII, незадолго до этого отнявшего у латинян Константинополь, договор о свободном доступе египетских судов в Чёрное море. Бейбарс поддерживал дружественные отношения с Манфредом Сицилийским и гибеллинской партией на Востоке. Замок Эль-Карак  Но самого ценного союзника он нашёл в лице золотоордынского хана Берке, который будучи не в лучших отношениях с Хулагу, мог сковать армию ильхана военными действиями на Кавказе. В 1262 году египетский султан Бейбарс направил хану Берке с аланским купцом письмо с предложением принять ислам. Кроме того, Золотая Орда поставляла в Египет через итальянских купцов крупные партии рабов, укрепляя таким образом военную касту мамлюков. Особое внимание Бейбарс уделял Сирии, где подчинил многие города, включая Халеб. Айюбидского эмира ал-Мугис Умара, владевшего ключевой крепостью Эль-Карак в Иордании, Бейбарс в 1263 году заманил свою ставку, обвинил в связях с монголами и низложил. Он приказал укрепить Эль-Карак, заново отстроить сирийские цитадели и крепости, которые были разрушены монголами, создать новые арсеналы, построить военные и грузовые суда. Бейбарс смог упрочить свой авторитет в мусульманском мире, провозгласив в 1261 году халифом некоего ал-Мустансира, появившегося незадолго до этого в Каире и назвавшегося родственником казнённого монголами багдадского халифа. Теперь султан Египта мог вести планомерное наступление на христианские государства Леванта — Иерусалимское королевство, Антиохийское княжество и Киликийское царство. Держава бахритских мамлюков на пике её могущества

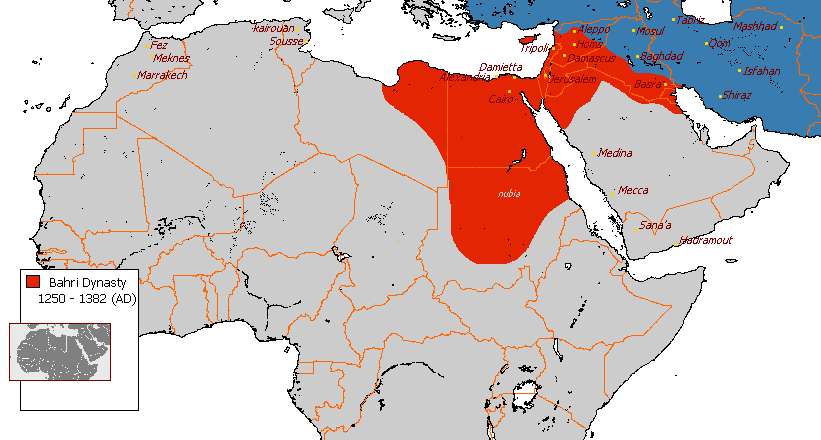
Держава бахритских мамлюков на пике её могущества

- 1347 — начало «Чёрной смерти», катастрофической эпидемии чумы, нанёсшей сокрушительный удар по населению и экономике Египта и соседних стран.
- 1356—1362 — строительство мечети султана Хасана в Каире.
- 1365 — нападение крестоносцев на Александрию.
- 1375 — египетским мамлюкам удалось захватить киликийскую цитадель Сис, взять в плен и увезти в Египет царя Киликийской Армении Левона V Лузиньяна, царицу, двух принцесс, католикоса Погоса I и некоторых армянских князей, ознаменовав тем самым конец армянского Киликийского царства[1].
- 1382—1517 — династия Бурджи («черкесские мамлюки»).
- 1382 - приход к власти первого бурджитского султана Баркука. В 1389 году Баркук был свергнут сирийскими мамлюками и заключён в тюрьму. Вскоре в Египте начались бои между различными мамлюкскими кликами, и Баркук воспользовался этой ситуацией. Бежав из тюрьмы, он с большим войском из черкесов и бедуинов в 1390 году после нескольких сражений занял Каир и вернул себе трон (на котором он оставался вплоть до своей смерти в 1399 году. В это время Тамерлан, покоривший уже пол-Азии, прислал послов к Баркуку, требуя покорности, но тот в ответ убил посланных, заключил союзный договор с османским султаном Баязидом I и стал готовиться к войне. В 1395 году Баркук, ожидая вторжения, собрал большое войско и выдвинулся в Сирию. Но Тамерлану пришлось вернуться в Индию, и война между ним и мамлюками не состоялась. Во второй половине своего царствования Баркук восстановил порядок в Египте, поправил финансы, поднял земледелие, поощрял науки, построил в Каире медресе с бесплатным обучением. Мечеть Баркука в Каире

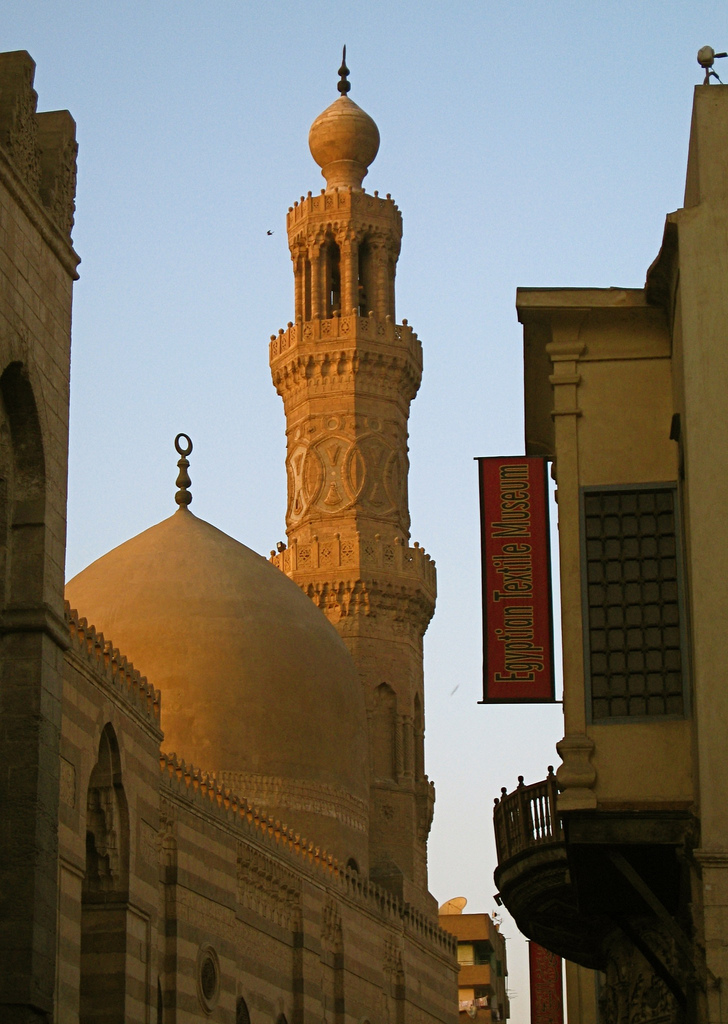
Мечеть Баркука в Каире

Наследником Баркука стал его сын, рожденный греческой невольницей, Фарадж (1399—1412). При нём в стране развернулась борьба за власть между различными мамлюкскими группировками. Воспользовавшись этим, Тамерлан в 1400 г. вторгся в Сирию, захватив такие города как Алеппо, Хомс и Дамаск. В 1405 г. группа мамлюков возвела на престол одного из своих главарей — Абдул-Азиза, правление которого продолжалось всего несколько месяцев. С 1406 по 1412 г. султан предпринял пять походов в Сирию, целью которых были мамлюки-заговорщики бежавшие в Дамаск. В самом Каире против Фараджа постоянно плелись заговоры. В 1412 г., взяв с собой халифа аль-Мустаина (1390—1430), Фарадж предпринял неудачный поход в Сирию. Потерпев поражение и был осаждён в Дамаске, а халиф попал в плен к мятежникам. Мятежники провозгласили аль-Мустаина султаном Египта, но тот упорно отказывался от этой сомнительной чести. Вскоре Фараджа схватили и он предстал перед судом эмиров. Суд приговорил его к смерти, но аль-Мустаин помиловал его. Через несколько месяцев правитель Дамаска Шайх отстранил халифа от власти и сам стал султаном, восстановив в стране мир и порядок. После смерти Шайха в 1421 г., султаном был провозглашён его полуторагодовалый сын Ахмад.
- 1419 — египетские мамлюки подчинили эмират Караманидов.
- 1422—1438 — правление султана Барсбейа.
- 16 августа 1488 г. — в сражении под Аданой египетские мамлюки наносят поражение османской армии.

После смерти Каит-бая в 1496 году, в Египте вновь начались ожесточенные междоусобные войны, результатом которых стало четыре сменённых султана за пять лет. Молодой султан Мухаммад II, попытавшийся вооружить египетскую армию огнестрельным оружием был убит в 1498 г. в Газе. Его преемник Кансух через два года также был убит. В 1501 при поддержке эмиров трон занял 60-летний Кансух аль-Гаури, который был до этого главным визирем. Кансух аль-Гаури быстро подавил оппозицию, стараясь править гуманно, не злоупотребляя казнями. При помощи чрезвычайных мер пополнил казну, а его двор своим великолепием поражал воображение современников. Построенный в 1503 г. новый ипподром стал одним из главных центров мамлюкской общины.
- 1511 — строительство Хан ал-Халили.

В 1516 г. началась вторая война с турками. В августе 1516 года во время сражения на Дабикском поле близ города Алеппо Кансух аль-Гаури был отравлен, после чего некоторые мамлюкские отряды перешли на сторону турок, и египтяне потерпели полное поражение. Через месяц новым султаном был избран Туман-бай, который до этого исполнявший обязанности наместника Египта. Турки к этому времени овладел всей Сирией и подступил к границам Египта. 
- 1517 — 22 января, разгром османскими войсками мамлюков в сражении при Ридваниййи (пригород Каира).

Туман-бай в короткие сроки собрал большую армию и 22 января 1517 г. при Ридании (близ Каира), которое закончилось поражением египтян. Через семь дней Туман-бай с отрядом мамлюков ворвался в Каир и поднял там восстание. Трёхдневные уличные бои завершились почти полным истреблением мамлюкской конницы и пленением Туман-бая. С казнью Туман-бая окончилась история независимого мамлюкского Египта, который стал провинцией Османской империи (см. Египетский эялет).

## Общая характеристика исторической динамики средневекового Египта
Несущая способность земли в средневековом Египте, по всей видимости, выросла заметно сильнее, чем численность его населения; при этом наблюдавшийся за этот период рост численности населения был многократно ниже аналогичного показателя для всех основных регионов Мир-Системы Старого Света (за пределами Ближнего и Среднего Востока). Это было связано с некоторыми специфическими характеристиками политико-демографических циклов средневекового Египта; средневековые египетские политико-демографические циклы имели относительно небольшую (порядка 90 лет) продолжительность. В ходе непродолжительных средневековых египетских политико-демографических циклов население этой страны, как правило, не имело достаточно времени для того, чтобы в высокой степени заполнить экологическую нишу.
Политико-демографические коллапсы в средневековом Египте, как правило, происходили на уровне заметно ниже потолка несущей способности земли. Средневековый Египет страдал скорее от недонаселённости, чем от перенаселённости; средневековое египетское население флуктуировало заметно ниже уровня потолка несущей способности земли, не выходя на этот потолок даже накануне политико-демографических коллапсов.